# Исаков, Андрей Александрович
Андре́й Алекса́ндрович Иса́ков (1916—1973) — советский хозяйственный и политический деятель, Председатель Исполнительного комитета Петрозаводского городского Совета народных депутатов (1958—1965).

## Биография
Родился в крестьянской семье. Карел.
После окончания в 1936 году Петрозаводского железнодорожного техникума работал на Кировской железной дороге.
В 1939—1940 годах служил в армии.
После окончания в 1946 году с отличием Московского института железнодорожного транспорта работал заместителем начальника Петрозаводского отделения Кировской железной дороги, начальником Волховстроевского отделения Кировской железной дороги.
В 1956—1958 годах — начальник Петрозаводского отделения Кировской железной дороги.
В 1958—1965 годах — председатель Исполнительного комитета Петрозаводского городского Совета народных депутатов.
В 1965—1973 годах — первый заместитель Председателя Совета министров Карельской АССР.